# Crise du disque

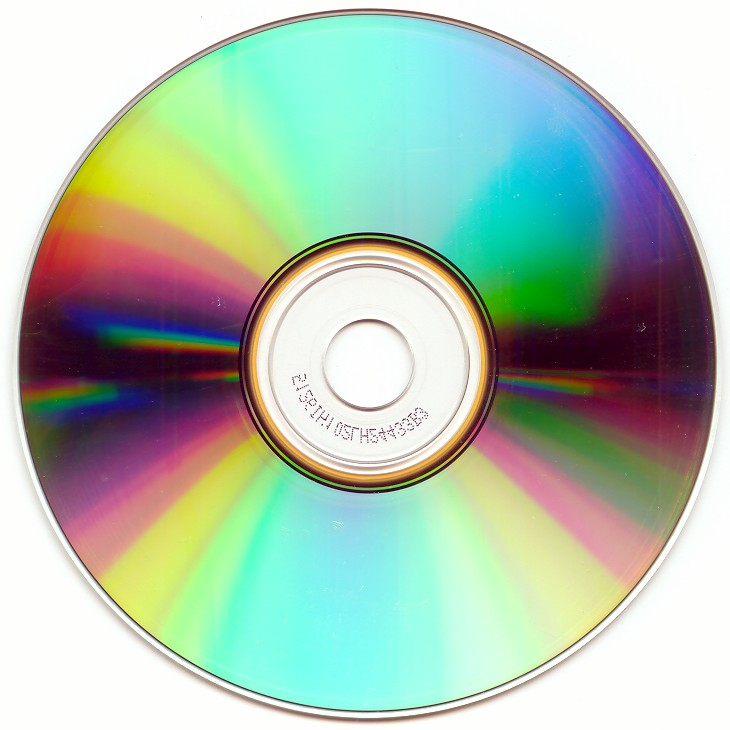
Disque compact.

La crise du disque est une crise liée au déclin des ventes des CD, dû au développement du support numérique et à la distribution de la musique sous forme de fichiers. La crise prend de l'ampleur dans les années 2000. Tout au long de son histoire, l'industrie musicale enregistrée a connu des crises relatives à d'importants changements, techniques et économiques.

## Chiffres du déclin
À partir des années 2000 les ventes de CD connaissent des reculs dans tous les pays développés (en France la première baisse de chiffre d'affaires des maisons de disques apparaît en 2002).
- Marché mondial : les ventes de disques auraient reculé de 10 % en 2007 selon le syndicat mondial des producteurs de musique IFPI[1].
- Marché français : il est entré plus tard dans la crise que les autres marchés européens, mais la chute est ensuite devenue très forte. Les ventes de disques auraient ainsi baissé de 17 % en 2007 (marché de gros hors taxe) selon le syndicat national de l'édition phonographique[1],[2], ou de 19 % (marché physique)[3]. C’est la plus forte chute d’Europe[3]. Au début de 2008, le quotidien économique français La Tribune écrit : « En cinq ans, le chiffre d’affaires de l’édition phonographique en France a perdu la moitié de sa valeur »[4].
- Marché britannique : les ventes ont reculé de 10 % en 2007[1].
- Marché des États-Unis : les ventes de disques ont reculé de 15 % en 2007[2],[1]. En 2007, 48 % Des jeunes Américains n'ont pas acheté de CD, contre 38 % un an plus tôt selon l'institut d'études NPD Group qui estime que 5 millions de consommateurs ont basculé dans la musique dématérialisée sur la période[5].

## Causes

### Piratage
Selon l'IFPI et le SNEP, la chute du marché est attribuée au partage de fichiers sur Internet. Cependant, plusieurs études concluent sur l'impact minime de ces échanges sur les ventes comme l'affirment notamment : un rapport commandé par le gouvernement canadien, une étude française de l'université Paris XI (laboratoire ADIS) et de UFC-QueChoisir, une étude commandée par le gouvernement néerlandais, un rapport de l'OCDE, et un rapport de Tariq Krim pour l'ADAMI.
Une étude de la Harvard Business School et de l'University of North Carolina : The Effect of File Sharing on Record Sales - An Empirical Analysis (« Les effets du partage de fichiers sur les ventes de disques - une analyse empirique »).

### Avancées technologiques
La chute du marché est attribuée, selon le quotidien français Le Monde en 2008, à « l’arrivée massive de nouveaux médias (téléphonie, web, baladeurs numériques…) et les habitudes de gratuité acquises par les consommateurs ».
Le prix Nobel d'économie Paul Krugman donne une cause possible. Il estime que le modèle économique dont le but est de vendre des copies d'une œuvre n'est plus viable puisqu'en informatique la copie d'information ne coûte quasiment plus rien. Avant l'ère de l'internet, le disque représentait indirectement la fourniture d'un service : la copie d'une œuvre. Étant donné le faible coût d'une copie actuellement, le prix de la fourniture d'une copie semble aux yeux du consommateur de moins en moins justifié. Ainsi, l'argent dans la culture ne peut plus être réalisé dans la vente de disques, mais dans la vente de produits dérivés et de services autres que la fourniture d'une copie.

« Octet après octet, tout ce qui peut-être numérisé sera numérisé, rendant la propriété intellectuelle toujours plus facile à copier et toujours plus difficile à vendre plus cher qu'un prix nominal. Et nous devrons trouver les modèles économiques et les modèles d'affaires qui prennent cette réalité en compte. »

— Paul Krugman

### Conservatisme des industries musicales
À chaque évolution technologique, que ce soit avec la radiodiffusion, la cassette audio, les chaînes de télévision musicales (à l'apparition de MTV aux États-Unis), le magnétoscope, les lecteurs MP3, et maintenant Internet, l'industrie phonographique, menacée par ces nouvelles concurrences ou ces nouveaux usages et accès à la musique produite par elle, a adopté des stratégies défensives.
La guerre juridique contre les innovations d'Internet a commencé avec Napster au début des années 2000. Paradoxalement, les industriels de la musique enregistrée ont soit tardé à mettre en place des offres « légales » par des plates-formes de téléchargement, soit freiné la vente de leurs catalogues aux plates-formes qui se mettaient en place. L'offre de téléchargement légal reste donc encore actuellement restreinte. Certains critiqueront qu'elle est encore peu concurrentielle, ce qui ne favoriserait pas l'innovation et donc l'attractivité des offres légales sur le web.
L'offre légale de musique par téléchargements Internet a décollé à partir de 2005 sans pour autant pouvoir compenser la chute des ventes de CD, mettant les producteurs de disque dans la crise la plus grave qu'ils aient jamais connue. Le développement du téléchargement de la musique sur les mobiles a, quant à lui, décollé en 2008.
Plus belles encore seraient les promesses des nouveaux services d'écoute de musique en streaming, qui partant d'usages communautaires tels que YouTube ou Dailymotion, tentent à présent de développer des offres en abonnements (comme Deezer soutenu en cela par Orange). Si quelques-uns de ces sites (YouTube, Deezer, Spotify) sont extrêmement fréquentés et proposent des offres étoffées (Deezer propose ainsi plus de six millions de titres fin 2010), leurs chiffres d'affaires restent très faibles. Les producteurs ont adopté une position consistant à mettre leurs catalogues à disposition moyennant des prix élevés et se faisant fortement critiquer de ne pas favoriser l'émergence de ce mode d'écoute de la musique. En France, les revenus provenant du streaming ont doublé entre 2008 et 2009. Voir les données économiques sur le site du SNEP[réf. nécessaire].

## Conséquences

### Conséquences économiques
Les majors affirment que leur marché s'est réduit de moitié entre 2000 et 2008, soit d'environ 606 millions d'euros.

### Remises en cause
La crise du disque remet en cause plusieurs logiques traditionnelles de cette filière, de même que son modèle économique lié à deux lois : celle des économies d'échelle et celle de la notoriété. Elles se résument ainsi : « on produit à perte jusqu’au succès, en finançant les jeunes talents par les profits réalisés sur les vedettes, rendues captives par des avances conséquentes ».
L'ensemble de la filière est ainsi dans une logique de construction de stars universelles qui assurent ensuite des rentes sur une longue période, et ceci quel que soit le genre musical. Bien sûr ce sont les stars des variétés internationales anglo-saxonnes qui sont les principaux outils de ce fonctionnement. La crise du disque et le développement de pratiques totalement nouvelles sur Internet hors de l'échange économique (et non monétisables) qui menacent les modèles économiques et les modèles d'affaires auront sans doute des conséquences importantes sur la fabrication des stars comme le note Mario d'Angelo dans un article de La Tribune : « Tout le système médiatico-culturel générant des produits musicaux universels, transculturels, intergénérationnels et à forte rentabilité est en train de perdre la main. Or, c'est ce système qui a jusqu'à présent « fait » les monstres sacrés à la Michael Jackson… dont l'espèce est peut-être en voie de disparition ».

### Fermetures de labels
Bien que le jazz soit moins touché que les genres plus populaires, l'un des labels de jazz et de musiques du monde le plus important de France, Label Bleu, a dû arrêter toute production en juillet 2007, laissant des artistes comme Henri Texier ou Julien Lourau sans label et sans information quant au devenir de leurs bandes.

## Stratégies face à la crise
Face à la crise, les producteurs de phonogramme (ce qui est la notion la plus appropriée, le disque étant en réalité un phonogramme mis sur un support) mettent en œuvre plusieurs types de stratégies : diversification des métiers, accentuation des offres légales au format numérique, lobbying pour l'obtention de législations répressives.

### Diversification («stratégie 360 degrés»)
De nombreux producteurs avaient déjà investi dans le rachat d'éditeurs de musique (publishing) et des droits éditoriaux ; en particulier les majors du disque, par un processus qui a commencé dans les années 1960, se sont constituées en multinationales de l'édition musicale. La stratégie de diversification s'est donc poursuivie, notamment pour limiter les effets du recul du CD mais tout en restant dans des métiers proches de celui de producteur phonographique. Comme l’explique le quotidien français Le Monde en 2008 : « puisque le support disque s’effondre, les entreprises de la filière musicale veulent exploiter les artistes comme des marques. Afin de dégager du profit, le producteur de phonogramme devient à la fois éditeur, organisateur de concert, patron de salle, manager ». C'est ainsi par exemple, que Unviversal Music France rachète l'Olympia en 2003. D'autres majors suivront cette voie.
La stratégie 360° consiste en réalité à réaliser une intégration horizontale des différents métiers qui vendent des produits musicaux souvent identifiés autour d'artistes-interprètes. Elle permet ainsi de développer autour d'un artiste une série de services auxquels se rajoutent souvent la vente d'espaces publicitaires ainsi que des produits dérivés (tee-shirts, calendriers, badges). Par exemple, la vente de produits dérivés représentait en 2005 environ 20 % du chiffre d'affaires de Universal Music France. De même, nécessité faisant loi, la vente de musique pour des spots de publicité ou des sonneries de téléphones est devenue une démarche systématique qui fait l'objet de fonctions bien identifiées au sein des majors ou, parfois, dans des sociétés qui se sont spécialisées dans l'une de ces activités.
Comme l’explique le quotidien économique français La Tribune : « face au déclin du CD, le métier d’éditeur, qui gère les droits d’un catalogue de chansons cédés pour différentes exploitations (cinéma, publicité, compilations, illustration, sonnerie de téléphone…), apparaît depuis quelques années comme une garantie de revenus récurrents ». Par exemple, Madonna confie en 2007 la gestion de ses intérêts à la société Live Nation, au détriment de la major Warner Music,. Paul McCartney choisit le label Hear Music, codétenu par la chaîne de cafés Starbucks. En France, les sociétés Because Music et Naïve commencent à diversifier leurs activités. Pour Because, « le CD permet de construire les actifs de la société et les tournées d’équilibrer les résultats ». Les majors se sont également diversifiées dans la production de concerts : Warner Music rachète ainsi en janvier 2008 Jean-Claude Camus Productions (la société qui gère les tournées de Michel Sardou, Jean-Michel Jarre ou encore Johnny Hallyday). Sony elle, rachète Arachnée Production. Universal Music rachète BMG Publishing (édition musicale), la société Sanctuary (produits dérivés) et développe des activités de « management d’artistes » et de coproduction de concert. Selon son patron Pascal Nègre, en 2007, « plus de la moitié des profits d’Universal Music Group ne dépendant plus directement de la vente de CD».
On peut bien sûr s'interroger sur la compétence des maisons de disques à se substituer, dans de tels contrats, aux managers d'artistes ainsi que sur les possibles conflits d'intérêts inhérents à ce genre de collaboration. On doit aussi constater que la diversification hormis quelques exceptions (ouverture d'une plate-forme de téléchargement par Sony Music ou antérieurement Universal), les investissements massifs ne se sont pas faits dans la musique numérique mais dans les métiers « traditionnels » de la musique (édition musicale, production de spectacles et lieux de spectacles, management d'artistes, produits dérivés, etc.).

### Ventes au format numérique
La diversification des firmes phonographiques et en premier lieu des majors s'installent sur le marché du disque dans les métiers « traditionnels » de la musique (édition musicale, production de spectacles et lieux de spectacles, management d'artistes, produits dérivés, etc.) hormis quelques exceptions comme l'ouverture d'un site en streaming par Sony Music ou antérieurement une plate-forme de téléchargements par Universal. Pas d'investissements massifs réalisés directement dans la diffusion numérique. La stratégie poursuivie consiste avant tout à rester des fournisseurs de phonogrammes pour des services en ligne qui ne dépendent pas des anciens producteurs-distributeurs de disque. Elle passe parfois par le financement de la musique gratuite par la publicité. Elle doit cependant avant tout trouver les moyens d’échapper à ce que les producteurs appellent la « contrefaçon » par la mise en place de techniques de protection sûres (DRM). Cette stratégie passe en particulier par des alliances avec les opérateurs de télécom.
En 2008, le cabinet d’étude Juniper Networks estime cependant que les recettes issues des téléchargement payants ne parviendront pas à compenser le déclin des ventes de CD avant l’année 2010. Estimation qui s'est révélée fausse : en France par exemple, les téléchargements internet et mobiles dépassent à peine 67 millions d'euros en 2009 (chiffres SNEP). 
En France, la première alliance entre un producteur de musique et un opérateur télécom. a été passée entre Universal et Neuf Cegetel, basée sur une formule d’accès à la musique (et aux clips vidéo) gratuite et une autre payante en août 2007 Le Monde, 26 janvier 2008, idem. Les concurrents suivent : EMI Music a choisi l’opérateur Alice. Dans le monde, les ventes légales de musique numérisées ont progressé de 40 % en 2007, selon le syndicat mondial des producteurs de musique IFPI, mais c’est insuffisant pour compenser la baisse des ventes de disques car le numérique ne représente que 15 % des recettes de musique (2,9 milliards de dollars de chiffre d'affaires pour le numérique en 2007). Ainsi, en 2007, 13 % des ventes d’Universal Music en France ont été réalisées sous format numérique. Pascal Nègre mise sur deux formes de vente de fichier audio numérique : le téléchargement à l’acte et surtout les abonnements. Des indépendants tels que Abeille Musique se sont également lancés dans la réalisation de plateforme de téléchargement (en l'occurrence Qobuz.com lancé fin 2009). Ces nouvelles activités supposent évidemment de gros investissements de départ ; de plus, dans des genres musicaux tels que la musique classique, jusqu'en 2008 les procédés techniques ne permettaient pas une qualité sonore comparable à celle du disque audionumérique (Qobuz utilise notamment le procédé LossLess).
Le format numérique permet en théorie à l'artiste de se passer de producteur et distributeur officiel. Le groupe Radiohead a ainsi pu, grâce à sa notoriété, laisser les internautes décider eux-mêmes du prix d’achat de leur album, In Rainbows. L'abandon progressif des DRM et la facilité de distribution a également permis aux indépendants de réapparaître sur le marché grâce à des sites comme Airtist, Xtrib.com ou Hotzic. Des « labels participatifs » se sont créés pour institutionnaliser cette méthode : Sellaband aux Pays-Bas, ou My Major Company et Yourmusichall en France.

### Récupération accrue des droits
La stratégie d’Universal Music prévoit aussi une meilleure récupération des droits auprès des stations de radio (la rémunération des radios privées a été augmentée fin 2007-début 2008) et des lieux publics sonorisés (magasins, etc.).

### Fusions de producteurs
Sur un marché en crise, les fusions sont censées permettre de sauver les marges en amortissant les coûts sur un chiffre d’affaires élargi. Les majors se sont ainsi concentrés ces dernières années, à l’image de la fusion entre Sony et BMG.

### Nouveaux modes de distribution
Certains producteurs ou artistes choisissent d'établir des partenariats pour assurer leurs ventes de CD. Bien que les clauses de ces arrangements soient rarement dévoilées, on imagine que le producteur ou l'artiste reçoit un montant défini à l'avance pour l'écoulement d'un stock de CD.
Par exemple le groupe de soul/funk Kool and the Gang a distribué en France son album Still Kool, paru en 2007, avec les paquets de lessive Bonux. Le partenariat a été monté entre Universal et Procter & Gamble. Le groupe de hard rock australien AC/DC a distribué son album Black Ice (2008) en exclusivité dans les magasins Walmart aux États-Unis. Le chanteur et musicien Prince (qui est également son propre producteur) a été l'auteur de plusieurs coups d'éclat dans le domaine de la distribution de musique. En 2004, il offre son CD Musicology pour tout achat d'un billet de concert. En 2007, son CD Planet Earth a été distribué en Grande-Bretagne avec un hebdomadaire, The Mail of Sunday, tiré pour l'occasion à trois millions d'exemplaires. En 2009, il donne l'exclusivité de la distribution d'un coffret de trois disques, Lotusflow3r, aux magasins Target aux États-Unis. En 1997, le quintuple CD Crystal Ball avait été le premier disque de l'histoire à être vendu sur pré-commande et uniquement sur internet. Cela lui a valu une distinction spéciale lors des Webby Awards de 2006.